# Kongregation der Kleinen Schwestern der Armen

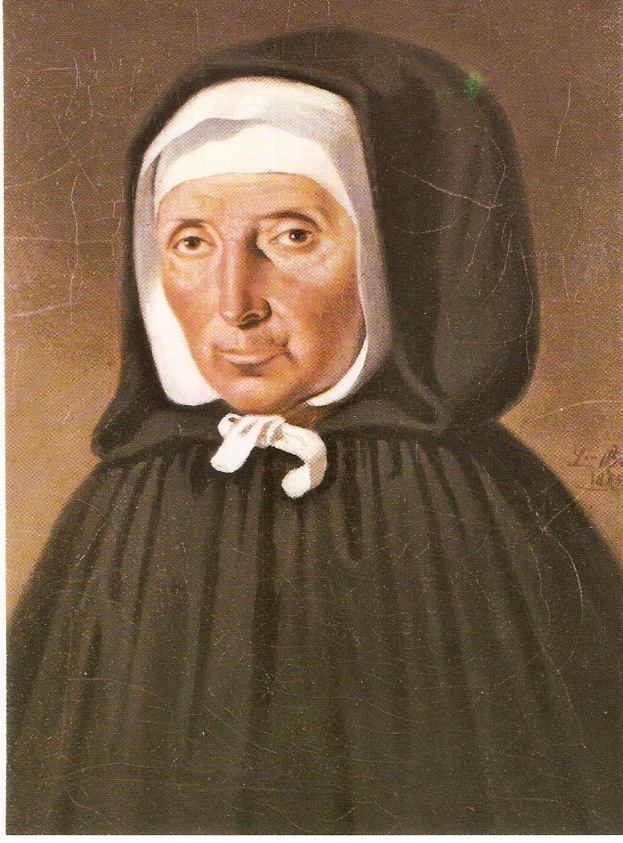
Ordensgründerin Jeanne Jugan (Porträt von Léon Brune)

Die Kongregation der Kleinen Schwestern der Armen (französisch: Petites sœurs des pauvres) ist eine römisch-katholische Ordensgemeinschaft.
Der Frauenorden wurde 1839 in Saint-Servan bei Saint-Malo von der 2009 heiliggesprochenen Jeanne Jugan (1792–1879) gegründet. Die Kongregation wurde 1852 bischöflich und am 1. März 1879 durch Papst Leo XIII. anerkannt. 
Über 3000 Schwestern engagieren sich im sozial-karitativen Bereich in 32 Ländern auf fünf Kontinenten (Stand 2005). In 208 Häusern der Ordensgemeinschaft werden ältere, mittellose Menschen betreut. Die Häuser stehen allen Menschen, unabhängig von Religionszugehörigkeit und Kultur, offen.
Der wohltätige Verein von Schwester Jeanne Jugan, der am 5. September 1998 gegründet wurde, hat über 1900 Mitglieder in aller Welt.